# Sulfonação aromática
Sulfonação aromática é uma reação orgânica na qual um átomo de hidrogênio em um areno é substituído por um grupo funcional ácido sulfônico em uma substituição eletrofílica aromática.
Os arenos (anéis aromáticos), sofrem reação de sulfonação pela reação com o ácido sulfúrico em alguns casos a frio e noutros a quente, com ácido sulfúrico fumegante, uma mistura de H2SO4 e SO3. O eletrófilo reativo pode ser tanto o o SO3 quanto o HSO3+ formado pelo equilíbrio:
{\displaystyle \mathrm {H_{2}SO_{4}\longrightarrow H_{3}SO_{4}^{+}+HSO_{4}^{-}} }
Este poderá absorver água e formar HSO3+ eletrofílico.
Tal reagente sulfonador específico depende das condições de reação. A reação de sulfonação também ocorre por um mecanismo de várias etapas similares as reações de nitração e bromação. É de se observar, entretanto, que a reação de sulfonação é reversível, dependendo das condições da reação. A sulfonação é favorecida na presença de ácidos fortes, mas a dessulfonação é favorecida em solução ácida diluída e a quente. 

## Aplicações
Ácidos sulfônicos aromáticos são intermediários na preparação de corantes e muitos fármacos.
A sulfonação de anilina produz ácido p-aminobenzenosulfônico ou ácido sulfanílico o qual é um zwitterion com um incomum alto ponto de fusão. A amida deste composto e compostos relacionados formam um grande grupo de medicamentos chamados sulfas.
As sulfonações pode ser feitas desde anéis benzênicos simples, como do tolueno produzindo o ácido toluenossulfônico, até polímeros incluindo múltiplos anéis benzênicos, como a sulfonação de poliestireno, que pode ser usada para preparar o poliestireno sulfonato de sódio.